# Diana Muldaur
Diana Muldaur (ur. 19 sierpnia 1938 w Nowym Jorku, USA) – amerykańska aktorka, występowała w roli dr Katherine Pulaski w drugim sezonie serialu Star Trek: Następne pokolenie, ponadto wystąpiła gościnnie w dwóch odcinkach serialu Star Trek: Seria oryginalna.